# よけいなひと言を好かれるセリフに変える言いかえ図鑑
よけいなひと言を好かれるセリフに変える言いかえ図鑑（よけいなひとことをすかれるせりふにかえるいいかえずかん）は、大野萌子による書籍。

## 概要
2020年8月30日にサンマーク出版から発行。
2020年6月にパワハラ防止法が施行されることから、知り合いのライターに書くことを提案されて書かれた。
カウンセラーとして活動する著者が、経験をもとに余計な一言を好かれるせりふに言い換えるパターンを141例、15のシーンに分けて解説する。
反響が大きかったのは、関わるコミュニティが多く言葉に敏感からなのか、50代-60代の女性だった。
2021年の書籍の売り上げランキングで9位。
2022年7月時点で40万部突破。